# Ліндгерст (Вірджинія)
Ліндгерст (англ. Lyndhurst) — переписна місцевість (CDP) в США, в окрузі Огаста штату Вірджинія. Населення — 1554 особи (2020).

## Географія
Ліндгерст розташований за координатами 38°1′18″ пн. ш. 78°56′58″ зх. д. / 38.02167° пн. ш. 78.94944° зх. д. (38.021657, -78.949492).  За даними Бюро перепису населення США в 2010 році переписна місцевість мала площу 15,77 км², з яких 15,51 км² — суходіл та 0,26 км² — водойми.

## Демографія
Згідно з переписом 2010 року, у переписній місцевості мешкало 1490 осіб у 600 домогосподарствах у складі 427 родин. Густота населення становила 95 осіб/км².  Було 633 помешкання (40/км²).
Расовий склад населення:
| - 92,6 % — білих - 4,2 % — чорних або афроамериканців - 0,4 % — азіатів - 0,3 % — корінних американців - 0,1 % — вихідців з тихоокеанських островів - 1,3 % — осіб інших рас |

До двох чи більше рас належало 1,2 %. Частка іспаномовних становила 2,1 % від усіх жителів.
За віковим діапазоном населення розподілялося таким чином: 22,1 % — особи молодші 18 років, 60,2 % — особи у віці 18—64 років, 17,7 % — особи у віці 65 років та старші. Медіана віку мешканця становила 44,6 року. На 100 осіб жіночої статі у переписній місцевості припадало 98,4 чоловіків;  на 100 жінок у віці від 18 років та старших — 94,5 чоловіків також старших 18 років.
Середній дохід на одне домашнє господарство  становив 71 150 доларів США (медіана — 59 612), а середній дохід на одну сім'ю — 71 904 долари (медіана — 59 914). Медіана доходів становила 34 488 доларів для чоловіків та 36 875 доларів для жінок. За межею бідності перебувало 15,4 % осіб, у тому числі 44,8 % дітей у віці до 18 років та 0,0 % осіб у віці 65 років та старших.
Цивільне працевлаштоване населення становило 738 осіб. Основні галузі зайнятості: освіта, охорона здоров'я та соціальна допомога — 33,1 %, будівництво — 18,7 %, виробництво — 16,4 %.